# Crédit du Sénégal
Le Crédit du Sénégal est une banque sénégalaise appartenant au groupe marocain Attijariwafa bank.

## Histoire
Le Crédit Lyonnais Sénégal (CLS) est né en 1989 de l’acquisition de l’USB par le Crédit Lyonnais. Depuis 2003, à la suite de son rachat du Crédit Lyonnais, le Crédit Agricole français est devenu actionnaire majoritaire du CLS avec 95 % du capital détenu.
Le rattachement du Crédit Lyonnais Sénégal à la Banque de détail à l’International du groupe Crédit Agricole, première banque française et au rang des premières banques mondiales, a donné naissance du Crédit du Sénégal le 13 avril 2007.
En novembre 2008, le groupe marocain Attijariwafa bank débourse 164 milliards de FCFA (250 millions d'euros) pour racheter les filiales ouest-africaines du Crédit agricole, dont 95% du Crédit du Sénégal,. Cette acquisition permet à Wafa Assurance de pénétrer le marché africain via les agences du Crédit du Sénégal et de la CBAO.

## Activités
Le classement des 200 premières banques africaines situe la société à la 165e place en 2007 (158e l'année précédente). C'est la cinquième banque sénégalaise dans ce palmarès annuel.